# Setge de Guimerà
El Setge de Guimerà fou un dels combats de la primera guerra carlina.

## Antecedents
La rebel·lió carlina va esclatar després de la convocatòria de les Corts el 20 de juny de 1833, quan el pretendent Carles, refugiat a Portugal, es va negar a jurar lleialtat a Maria Cristina de Borbó-Dues Sicílies i l'1 d'octubre, recolzat per Miquel I de Portugal, va reclamar el seu dret al tron. A nivell popular, la insurrecció va començar el dia 2 d'octubre a Talavera de la Reina, quan els voluntaris reialistes locals van proclamar Carles rei d'Espanya iniciant una sèrie d'alçaments guerrillers, integrats per antics militars i voluntaris, assumint en molts casos el control del govern municipal. A Catalunya, la rebel·lió de Josep Galceran a Prats de Lluçanès el 5 d'octubre va ser sufocada pel capità general Llauder. A Morella, Rafael Ram de Viu Pueyo va proclamar rei Carles V el 13 de novembre, tot i que la plaça va ser ocupada per forces liberals el 10 de desembre. Tot i ser derrotat en la batalla de Calanda, quan va ser afusellat Ram de Viu, Manuel Carnicer va assumir la prefectura militar de l'exèrcit carlí al Baix Aragó i el Maestrat i intentà unir les forces del Maestrat amb les que operaven al Principat i estendre la revolta a la vall del Segre i l'Urgell.
Carnicer, cap dels carlins, va anar passant pels pobles reclutant voluntaris per la causa carlina, passant per Batea, Gandesa, Móra d'Ebre, on s'hi afegiren els mossos d'Esquadra i Falset, on va sorprendre les dues companyies que defensaven la vila, que van prendre, i van afusellar als oficials, per després passar a Maials, on fou derrotat, i la major part dels carlins van caure presoners i finalment van ser deportats a l'illa de Cuba.
El Conveni d'Eliot entrà en vigor amb el comunicat del liberal Ramon de Meer i Kindelán al cap carlí Antonio Urbiztondo el 3 de juliol a Miralcamp, i la notificació d'aquest a la Junta Superior de Berga el 9 de juliol.
Juan Antonio Guergué comandà una expedició a Catalunya amb intenció d'unificar les forces catalanes. El 8 d'agost del 1835 surt d'Estella al capdavant de 2.700 homes mentre el general Pastors, cap de l'exèrcit de Catalunya, va encomanar als generals Gurrea i Conrad la intercepció dels carlins.

## Batalla
Una columna carlina comandada pel capitost Rosset de Belianes, que el 7 de setembre havia actuat a Tàrrega i fou combatuda per la columna del coronel Antoni Niubó, arribant el dia 11 entre Sant Martí i Maldà, el 17 quedà bloquejada a Guimerà, quan es dirigia a l'Ametlla de Segarra. Els liberals els interceptaren i es veieren forçats a refugiar-se al castell.
La tarda del 19 de setembre l'artilleria disparà amb bala rasa cinc trets i els assetjats demanaren parlamentar, sense arribar a cap acord, els canons dispararen 9 trets més i a les cinc de la tarda, el comandant Rosset es rendí.

## Conseqüències
Immediatament després de la rendició dels carlins, el Rosset de Belianes i 33 soldats foren afusellats per ordre del coronel Niubó per la Legió Estrangera Francesa de Ferrary doncs el Conveni d'Eliot no havia arribat encara a la guerra a Catalunya, fet que provocà que durant la guerra qualsevol membre de la Legió Estrangera Francesa fos afusellat en caure presoner. Altres 12 carlins foren afusellats a Verdú, 22 a Tàrrega i 3 a Igualada. Els presoners supervivents van ser deportats a l'illa de Cuba.